# Centaurea masjedsoleymanensis
Centaurea masjedsoleymanensis — вид квіткових рослин айстрових (Asteraceae). Ендемік Ірану.

## Середовище
Новий вид відомий лише з глинистих ґрунтів. Він поширений на менших висотах (420 м) у провінції Хузестан порівняно з іншими спорідненими видами.

## Біоморфологічна характеристика
Багаторічна рослина з потовщеним кореневищем, до 30–35 см заввишки, зелена або блідо-зелена на всьому протязі. Стебло прямовисне, в нижній частині щільно щетинистий. Стебел багато, від прямовисних до висхідних, часто розгалужені від нижньої до верхньої частин, злегка смугасті. Листки і стебло густо-запушені. Прикореневі стеблові листки перисто-роздільні-перисто-лопатеві або перисто-роздільні, 19–25 × 6–8 см. Квіткові голови численні, розташовані щитком. Обгортки субконічні, звужені до вершини, ромбовидні, 12–20 × 11–17 мм. Філярії багаторядні, жовтуваті або зелені, запушені. Квітки жовтувато-блідо-зелені; центральні — двостатеві, до 26 мм завдовжки; периферійні — стерильні. Сім'янка ланцетно-довгаста, 2–3 мм завдовжки. Папус багаторядний, шкірчастий, зовнішній довжиною 4–6 мм, внутрішній значно коротшийдами.